# 基斯 (加利福尼亞州)
基斯（英語：Keyes）是位於美國加利福尼亞州斯坦尼斯洛斯縣的一個人口普查指定地區。

## 地理
基斯的座標為37°33′42″N 120°55′02″W / 37.56167°N 120.91722°W，而該地最高點為海拔高度28米（即92英尺）。

## 人口
根據2010年美國人口普查的數據，基斯的面積為7.326平方千米，均為陸地。當地共有人口5601人，而人口密度為每平方千米764人。